# Because I Love You (album)
Because I Love You (사랑하기 때문에?, Saranghagi ttaemun-eLR) è il primo e unico album in studio del cantautore e polistrumentista sudcoreano Yoo Jae-ha, pubblicato il 20 agosto 1987, tre mesi prima della sua morte.

## Descrizione
Yoo Jae-ha decise di intraprendere la carriera solista nell'inverno del 1986, all'età di 24 anni, e si rivolse in cerca di aiuto al bassista di Kim Hyun-sik, Jo Won-ik, al quale si presentò con un progetto dettagliato dell'intero album, con i testi, la composizione e la strumentazione di ogni brano già completi. Il disco fu registrato ai Seoul Studio a Ichon-dong tra dicembre 1986 e marzo 1987, e Yoo pagò di tasca sua lo studio di registrazione e suonò di persona tutti gli strumenti. La registrazione del disco costò otto milioni di won.
Nel comporre le canzoni, Yoo fece ricorso alla modulazione, una tecnica difficilmente usata ai tempi, e cercò di mescolare una varietà di strumenti musicali quali flauto, violino, oboe e violoncello, non solo batteria, chitarra, basso e tastiera. Nei testi, invece, s'ispirò alla sua vita personale e a una flautista, Kim Mo-seong, che frequentò per quattro anni. A parte il brano Minuet, un vivace pezzo strumentale suonato da violino, viola e violoncello, tutti gli altri sono cantati. Our Love e You In My Arms esprimono l'estasi dell'amore con paragoni che rimandano alle fiabe: la prima si apre con un'atmosfera allegra e canta di un amore caldo e vivace come la primavera, ma riflette anche la solitudine nella sua voce. Il testo vede Yoo personificare elementi naturali quali sole, luna, uccelli e fiori, che benedicono gli amanti o sono gelosi del loro amore. La seconda è una dichiarazione d'amore che esprime l'intenso desiderio del narratore di diventare una cosa sola con l'amata, reso attraverso metafore liriche che richiamano un mondo di fantasia romantico e sognante. Secondo il fratello del cantante, è stata scritta da Yoo a circa 20-21 anni.
Nelle quattro canzoni successive Yoo canta della separazione: tra loro, Empty Tonight esprime la confusione e l'immobilità del narratore davanti a una rottura inaspettata, mentre My Image Reflected in My Heart lo vede fare un esame di coscienza durante il successivo periodo di sofferenza. Di quest'ultima, il comitato di Stato per la moralità propose di cambiare il titolo da "La mia immagine riflessa nel mio cuore" (내 마음에 비친 내 모습?, Nae ma-eum-e bichin nae moseupLR) a "La tua immagine riflessa nel mio cuore" (내 마음에 비친 네 모습?, Nae ma-eum-e bichin ne moseupLR), ma Yoo insistette per il titolo originale in quanto aderente al significato del brano. Hidden Road è una preghiera all'amata di mostrargli la strada per poter smettere di vagare ed è comparsa per la prima volta nel terzo album di Kim Hyun-sik nel 1986. Nella quarta e ultima, Past Days, Yoo rammenta il passato dopo del tempo, rassegnato, ma ancora speranzoso perché ha fatto del proprio meglio, anticipando il ricongiungimento della coppia narrato nelle ultime due canzoni.
Gloomy Letter, che si basa sulla prima lettera ricevuta da Yoo dopo due anni di corteggiamento infruttuoso, è divisa in due parti: nella prima il cantante, che ha incontrato nuovamente l'amata e si sta separando da lei dopo l'incontro, si vede consegnare una lettera e la legge al ritorno a casa, mentre nella seconda le risponde e le chiede di credere di nuovo in loro se lo ama ancora. Because I Love You è stata scritta da Yoo a circa 22-23 anni ed è stata pubblicata per la prima volta nel 1985 nel settimo album di Cho Yong-pil, ma, come per Hidden Road, Yoo decise di ricantarla e pubblicarla a suo nome perché il suo stile musicale era differente. Nel brano il narratore confessa di essersi innamorato a prima vista e di non essere mai riuscito a dimenticare il suo amore, rendendosi conto di appartenere completamente all'amata: le promette dunque completa obbedienza e di impegnarsi di più.
Conclude l'album la canzone Song of Purity, un brano patriottico richiesto dal comitato di Stato per la moralità che fu rimosso nelle edizioni successive, a partire dalla musicassetta del 1987.

## Pubblicazione e promozione
Because I Love You uscì il 20 agosto 1987 in vinile sotto l'etichetta Seoul Records, con un semplice sfondo bianco con le lettere del titolo formate dal fumo di una sigaretta in copertina. Fu poi ristampato lo stesso anno sia in vinile, usando per la copertina una foto in bianco e nero del cantante affissa su un muro e cambiando l'ordine delle tracce, sia come musicassetta. Nel 1988 la Seoul Records fece uscire due CD con in copertina un ritratto a pastello di Yoo realizzato dall'artista Seo Do-ho. Il 10 dicembre 2001 fu rimasterizzato in musicassetta e CD con audio 24-bit/96 kHz dalla T-Entertainment, e in CD dalla Loen il 28 dicembre 2012 per il venticinquesimo anniversario. A febbraio 2014, l'album è stato ripubblicato in un'edizione limitata rimasterizzata da mille copie, in formato LP, contenente le nove canzoni originali, più una cover di Vincent di Don McLean rivelata per la prima volta dalla famiglia. Con la rimasterizzazione, le tracce sono state pulite dai suoni estranei e incise alla giusta velocità, risultando di durata diversa rispetto all'edizione in CD.
Because I Love You ricevette poca pubblicità dai media per via dello stile musicale anacronistico e della tecnica vocale, ritenuti nel complesso strani. La sincope all'inizio delle canzoni spinse i produttori televisivi a ritenere Yoo incapace di seguire il ritmo, e di conseguenza la sua unica apparizione sul piccolo schermo avvenne al varietà Jeolm-eum-ui haengjin della KBS con un'esibizione di My Image Reflected in My Heart. Il cantante presentò anche Past Days al festival della musica Yamada in Giappone, dove fu però eliminata al turno preliminare.

## Accoglienza
Nel 1987, la critica giudicò l'uso di armonie complesse e melodie contrappuntali strano; tuttavia, la morte improvvisa del cantante alcuni mesi dopo portò a una rivalutazione di Because I Love You. Con il passare del tempo, il disco è diventato un classico, influenzando la musica delle generazioni successive – anche grazie al concorso musicale a nome del cantante istituito nel 1989 – e valendo a Yoo il titolo di "padre delle ballate coreane". Essendo il primo album ad assimilare armonie varie e difficili nelle ballate pop, è ritenuto il punto di partenza verso l'evoluzione del genere, e il critico Choi Ji-ho lo ha pertanto definito "un prodotto finito nobile in sé", non solo "bello", ma "straordinario".  In un articolo del febbraio 2005, il critico Im Jin-mo ha parlato di Because I Love You come di "una conquista monumentale con la quale si è giunti per la prima volta nella storia della musica pop coreana alla piena realizzazione dell'indipendenza musicale sognata dai musicisti", facendo riferimento al fatto che Yoo avesse scritto, composto e arrangiato di persona tutte le canzoni.
Il critico musicale Shim Eui-pyeong ha osservato che il motivo per cui le canzoni di Yoo fossero ancora in grado di toccare la sensibilità di molte persone e ispirarle fosse l'innocenza e la purezza in esse contenute, contrastanti con i tempi moderni, e che sebbene la sua voce non fosse particolarmente forte o bella, le sue semplicità e mancanza di fronzoli riuscissero a lasciare un'impressione più grande per la tonalità rassicurante.
Nei sondaggi tra critici musicali, produttori e giornalisti del settore svolti su base decennale per determinare i 100 migliori album pop sudcoreani, è arrivato settimo nel 1998, secondo nel 2007 e primo nel 2018. Il commento del critico Park Eun-seok a quest'ultimo posizionamento lo ha definito "un nuovo modello per la scrittura di musica pop", individuando nell'abilità di Yoo come arrangiatore, "una mano invisibile che ha fatto suonare Because I Love You fresco persino ai giovani di oggi", il fattore più potente per l'elevazione dell'album a "capolavoro dei nostri tempi". Ha inoltre sottolineato che, nonostante il disco fosse universalmente riconosciuto come il primo della musica coreana in cui un cantante si fosse occupato da solo di scrittura, composizione e arrangiamento dei brani, fosse importante notare che tutto ciò fosse anche stato fatto correttamente.

## Tracce

### Formato LP (prima edizione 1987)
Lato A
Testi e musiche di Yoo Jae-ha.
1. Our Love (우리들의 사랑?, Urideur-ui sarangLR) – 4:31
2. You In My Arms (그대 내 품에?, Geudae nae pum-eLR) – 5:53
3. Empty Tonight (텅빈 오늘밤?, Teongbin oneulbamLR) – 4:55
4. My Image Reflected in My Heart (내 마음에 비친 내 모습?, Nae ma-eum-e bichin nae moseupLR) – 4:48
5. Minuet (경음악?, Gyeong-eum-akLR) – 2:39

Durata totale: 22:46
Lato B
Testi e musiche di Yoo Jae-ha.
1. Hidden Road (가리워진 길?, Gari-wojin gilLR) – 3:16
2. Past Days (지난 날?, Jinan nalLR) – 5:00
3. Gloomy Letter (우울한 편지?, U-ulhan pyeonjiLR) – 5:04
4. Because I Love You (사랑하기 때문에?, Saranghagi ttaemun-eLR) – 6:15
5. Song of Purity (정화의 노래?, Jeonghwa-ui noraeLR)

### CD (2001)
Testi e musiche di Yoo Jae-ha.
1. Our Love (우리들의 사랑?, Urideur-ui sarangLR) – 4:30
2. You In My Arms (그대 내 품에?, Geudae nae pum-eLR) – 5:52
3. Empty Tonight (텅빈 오늘밤?, Teongbin oneulbamLR) – 4:54
4. My Image Reflected in My Heart (내 마음에 비친 내 모습?, Nae ma-eum-e bichin nae moseupLR) – 4:47
5. Minuet (경음악?, Gyeong-eum-akLR) – 2:38
6. Hidden Road (가리워진 길?, Gari-wojin gilLR) – 3:14
7. Past Days (지난 날?, Jinan nalLR) – 4:58
8. Gloomy Letter (우울한 편지?, U-ulhan pyeonjiLR) – 5:01
9. Because I Love You (사랑하기 때문에?, Saranghagi ttaemun-eLR) – 6:15

Durata totale: 42:09

### Formato LP (2014)
Lato A
Testi e musiche di Yoo Jae-ha.
1. Our Love (우리들의 사랑?, Urideur-ui sarangLR) – 4:35
2. You In My Arms (그대 내 품에?, Geudae nae pum-eLR) – 5:56
3. Empty Tonight (텅빈 오늘밤?, Teongbin oneulbamLR) – 4:58
4. My Image Reflected in My Heart (내 마음에 비친 내 모습?, Nae ma-eum-e bichin nae moseupLR) – 4:52
5. Minuet (경음악?, Gyeong-eum-akLR) – 2:41

Durata totale: 23:02
Lato B
Testi e musiche di Yoo Jae-ha.
1. Hidden Road (가리워진 길?, Gari-wojin gilLR) – 3:17
2. Past Days (지난 날?, Jinan nalLR) – 5:03
3. Gloomy Letter (우울한 편지?, U-ulhan pyeonjiLR) – 5:06
4. Because I Love You (사랑하기 때문에?, Saranghagi ttaemun-eLR) – 6:15
5. Vincent – 4:39

Durata totale: 24:20

## Formazione
Crediti basati sul libretto della riedizione del 2012.
- Yoo Jae-ha – testi, composizione, arrangiamento, produzione, voce (tracce 1-4, 6-9), piano (tracce 1-3, 6-9), sintetizzatore (tracce 1, 3, 4, 7), chitarra (1, 3, 7, 9), controcanto (traccia 7)
- Jo Won-ik – basso (tracce 1-4, 7-9)
- Yoo Young-soo – batteria (tracce 1, 2, 7, 9)
- Yoo Hyun-ah – violino (tracce 2, 5, 6, 8, 9)
- Jung Sung-hee – viola (tracce 2, 5, 8, 9)
- Kim Ae-ran – flauto (tracce 2, 6, 8, 9)
- Kim Eun-young – violino (tracce 2, 6, 8, 9)
- Park Hae-jung – viola (tracce 2, 6, 8, 9)
- Kim Ji-yeon – violoncello (tracce 2, 6, 8, 9)
- Park Sang-eun – violino (tracce 2, 8, 9)
- Son Mi-ae – violino (tracce 2, 8, 9)
- Song Chang-soo – violino (tracce 2, 8, 9)
- Woo Hye-kyung – violino (tracce 2, 8, 9)
- Lee Young-hee – violino (tracce 2, 8, 9)
- Jo Won-kyung – violino (tracce 2, 8, 9)
- Choi Eun-mi – violino (tracce 2, 8, 9)
- Kwon Jin-young – viola (tracce 2, 8, 9)
- Kim Shin-bum – violoncello (tracce 2, 8, 9)
- Ahn Ki-seung – batteria (tracce 3, 4, 8)
- No In-kyung – violoncello (traccia 5)
- Im Jung-hee – oboe (traccia 6)
- Kim Yoo-mi – fagotto (traccia 6)
- Lee Kwang-woon – clarinetto (tracce 6, 9)
- Lee Ji-won – corno (tracce 6, 9)
- Lee Moon-se – controcanto (traccia 7)

## Successo commerciale
Sebbene le vendite iniziali furono di molto inferiori rispetto alle aspettative, con la popolarità postuma dell'autore Because I Love You è arrivato a quasi un milione e mezzo di copie vendute nel 1997 e a superare i due milioni nel 2011. Con la riedizione del 2014, si è classificato alla posizione 37 della Gaon Album Chart.

## Classifiche
| Classifica (2014) | Posizione massima |
| ----------------- | ----------------- |
| Corea del Sud     | 37                |